# Société des amis des Noirs
La Société des amis des Noirs or Amis des noirs (en castellano: Sociedad de Amigos de los Negros) fue un grupo de hombres y mujeres francesas, en su mayoría blancos, que defendían ideas abolicionistas, oponiéndose a la esclavitud de los negros y al tráfico de esclavos africanos. La asociación se creó el 19 de febrero de 1788, y fue dirigida por Jacques-Pierre Brissot con el consejo del británico Thomas Clarkson, quien dirigía el movimiento abolicionista en el Reino Unido. Hacia principios de 1789 contaba con 141 miembros.

## Objetivos
La Sociedad abogaba por la abolición de la esclavitud en las colonias francesas, razonando que las ideas de la Revolución francesa debían extenderse también a las colonias. Los conceptos de liberté, égalité, fraternité (libertad, igualdad y fraternidad) excluían a la esclavitud, pero la Asamblea Nacional argumentaba que la abolición sería perjudicial para la economía francesa, por lo que no se había llevado a cabo. La sociedad tenía como principal objetivo, tal y como dejó claro el Marqués de Condorcet al redactar el programa de la misma, la abolición de la esclavitud, e hizo una intensa campaña en ese sentido pese a los llamamientos de Clarkson para que redujeran la intensidad de sus demandas y se centraran exclusivamente en lograr la prohibición de la trata de esclavos.

## Resultados
La intensa actividad propagandística desarrollada por la sociedad en sus primeros años hizo que los grupos anti-abolicionistas comenzaran a temer por su éxito, por lo que decidieron fundar el Club Massiac en respuesta a la Société. Este nuevo grupo rival pronto se ganó el apoyo ciudadano al señalar la gran cantidad de ingresos que provenían de las colonias esclavistas. Sin embargo, en marzo de 1790 la Société, de la que formaban parte algunos de los políticos más influyentes de la época, presionó a la Asamblea Constituyente para que se creara el Comité de Colonias, a fin de que se estudiara la cuestión. El Comité, formado fundamentalmente por comerciantes y burgueses de Burdeos, Nantes y Le Havre con intereses en el comercio de esclavos, saboteó su propia misión y evitó cualquier discusión abolicionista. 
Con el estallido de la Revolución haitiana en 1791, revolución que comenzó como una rebelión de esclavos, la Société, que decía defender el abolicionismo pacífico, se desacreditó ante los ojos de los franceses. La crisis de la Primera República Francesa desvió la atención hacia otros asuntos más urgentes, con lo que poco a poco las actividades de la Société fueron reduciéndose. Ésta siguió activa hasta 1793, publicando llamamientos y panfletos en periódicos tales como Patriote français, L'Analyse des papiers anglais, Le Courrier de Provence, y La chronique de Paris.

## Miembros destacados
Algunas de las principales personalidades de la época formaron parte de la Société:
- Olympe de Gouges
- Jacques Pierre Brissot
- Jean-Louis Carra
- Étienne Clavière
- Étienne Charles de Loménie de Brienne
- Nicolás de Condorcet
- Henri Grégoire
- Marqués de La Fayette
- Dominique de La Rochefoucauld
- El conde de Mirabeau
- Léger-Félicité Sonthonax
- Jérôme Pétion de Villeneuve
- Maximilien Robespierre